# Željko Rebrača
Željko Rebrača (en serbio: Жељко Ребрача, nació el 9 de abril de 1972 en Prigrevica, República Socialista de Serbia, RFS Yugoslavia) es un exjugador de baloncesto de Serbia que jugó varios años en la NBA y se retiró en España, en el Pamesa Valencia. Con 2,13 metros de estatura, jugaba en la posición de pívot.

## Biografía
Comenzó su carrera profesional en 1989 con el Partizán de Belgrado con el que ganó la Copa de la FIBA en la temporada 1991-1992. Con este equipo jugó hasta la temporada 1994-1995.
Desde 1995 hasta 1999 jugó en la liga italiana con el Benetton Treviso, donde ganó la liga en 1997 con el entrenador Mike D'Antoni. Ganó la Copa Saporta en 1999 y la supercopa de Italia en 1998, jugando para Željko Obradović.
En la temporada 1999-00 y la 2000-01 jugó para el Panathinaikos BC con el que ganó dos títulos de liga griega y una Euroliga en la Final Four del año 2000, en Tesalónica. Fue galardonado con el título al mejor jugador de las finales.